# Phalonidia latipunctana
Phalonidia latipunctana es una especie de polilla del género Phalonidia, categorizada en la tribu Cochylini, de la subfamilia Tortricinae.
Fue descrita por Walsingham en 1879 y publicada en Illust. typical Specimens Lepid. Heterocera Colln. Br. Mus 4: 29. Se distribuye por América del Norte: Estados Unidos, cerca de la desembocadura de Albion River, estado de California.